# Брандсволд (тауншип, Миннесота)
Брандсволд (англ. Brandsvold) — тауншип в округе Полк, Миннесота, США. На 2000 год его население составило 241 человек.

## География
По данным Бюро переписи населения США площадь тауншипа составляет 91,6 км², из которых 89,3 км² занимает суша, а 2,4 км² — вода (2,60 %).

## Демография
По данным переписи населения 2000 года здесь находились 241 человек, 95 домохозяйств и 77 семей.  Плотность населения —  2,7 чел./км².  На территории тауншипа расположено 104 постройки со средней плотностью 1,2 построек на один квадратный километр. Расовый состав населения: 97,93 % белых, 0,83 % азиатов и 1,24 % приходится на две или более других рас.
Из 95 домохозяйств в 31,6 % воспитывались дети до 18 лет, в 75,8 % проживали супружеские пары, в 3,2 % проживали незамужние женщины и в 18,9 % домохозяйств проживали несемейные люди. 18,9 % домохозяйств состояли из одного человека, при том 11,6 % из — одиноких пожилых людей старше 65 лет. Средний размер домохозяйства — 2,54, а семьи — 2,88 человека.
25,3 % населения — младше 18 лет, 4,1 % — в возрасте от 18 до 24 лет, 20,7 % — от 25 до 44, 35,3 % — от 45 до 64, и 14,5 % — старше 65 лет. Средний возраст — 45 лет. На каждые 100 женщин приходилось 115,2 мужчин.  На каждые 100 женщин старше 18 приходилось 104,5 мужчин.
Средний годовой доход домохозяйства составлял 39 000 долларов, а средний годовой доход семьи —  44 063 доллара. Средний доход мужчин —  26 875  долларов, в то время как у женщин — 21 429. Доход на душу населения составил 15 094 доллара. За чертой бедности находились 5,8 % семей и 9,8 % всего населения тауншипа, из которых 11,1 % младше 18 и 19,4 % старше 65 лет.